# Чортешть (комуна)
Чортешть, Чортешті (рум. Ciortești) — комуна у повіті Ясси в Румунії. До складу комуни входять такі села (дані про населення за 2002 рік):
- Делень (531 особа)
- Коропчень (1161 особа)
- Ротерія (424 особи)
- Чортешть (1330 осіб)
- Шербешть (920 осіб)

Комуна розташована на відстані 307 км на північний схід від Бухареста, 32 км на південний схід від Ясс.

## Населення
За даними перепису населення 2002 року у комуні проживали 4366 осіб. Усі жителі комуни рідною мовою назвали румунську.
Національний склад населення комуни:
| Національність | Кількість осіб | Відсоток |
| -------------- | -------------- | -------- |
| румуни         | 4365           | > 99,9%  |

Склад населення комуни за віросповіданням:
| Релігія       | Кількість осіб | Відсоток |
| ------------- | -------------- | -------- |
| православні   | 4268           | 97,8%    |
| адвентисти    | 72             | 1,6%     |
| римо-католики | 6              | 0,1%     |
| п'ятдесятники | 3              | 0,1%     |
| бретрени      | 3              | 0,1%     |